# منطقه حفاظت‌شده حله
منطقهٔ حفاظت‌شدهٔ حله یک منطقهٔ حفاظت‌شده با مساحت ۴۴۸۹۵ هکتار است که در استان بوشهر در ایران قرار دارد. این منطقهٔ حفاظت‌شده طبق مصوبهٔ شمارهٔ ۶۳۷ در تاریخ ۱۳۵۵/۵/۶ در فهرست مناطق تحت حفاظت سازمان محیط زیست ایران قرار گرفت.
این منطقه در سواحل خلیج فارس در فاصله ۱۰ کیلومتری شمال شرقی بندر بوشهر است. مساحت آن ۴۲۶۰۰ هکتار است که حدود نیمی از آن تالابی است و آب آن از تالاب رود حله می‌باشد. تشکیل این تالاب به ۱۳۴۳ بر اثر طغیان رودخانه و تغییر مسیر دادن این تالاب با نفوذ مسیر سابق در زمین‌های مجاور تشکیل شده‌است. 
گیاهان آبزی تالاب زیستگاه پرندگان آبزی و کنارآبزی است. پوشش گیاهی آن شامل بوته‌های شور پسند - گیاهان علوفه‌ای - درختان گز - گردو - اشک - و گیاهان تالابی: نخل مردابی - نی - بزواش - پیازین و گزنه پالویی (پیازین و نی بیشترین تراکم دارند) می‌باشد.
این منطقه زیستگاه جانورانی چون: گراز - شغال - گرگ - روباه معمولی  و خرگوش است.
و پرندگانی چون: دراج (به وفور وجود دارد) - کوکر - قمری - کبوتر چاهی - چکاوک - کاکلی - حواصیل خاکستری - درنا - غاز خاکستری - فلامینگو - مرغ سقا - پاخاکستری - بوتیمار - اردک کله تیر - اردک نوک پهن - هوبره و انواع باز در آن بسر می برند.